# Le Menoux
Le Menoux és un municipi francès, situat a la regió del Centre - Vall del Loira, al departament de l'Indre. Està situat a la riba del riu Cruesa.